# Antropoceen

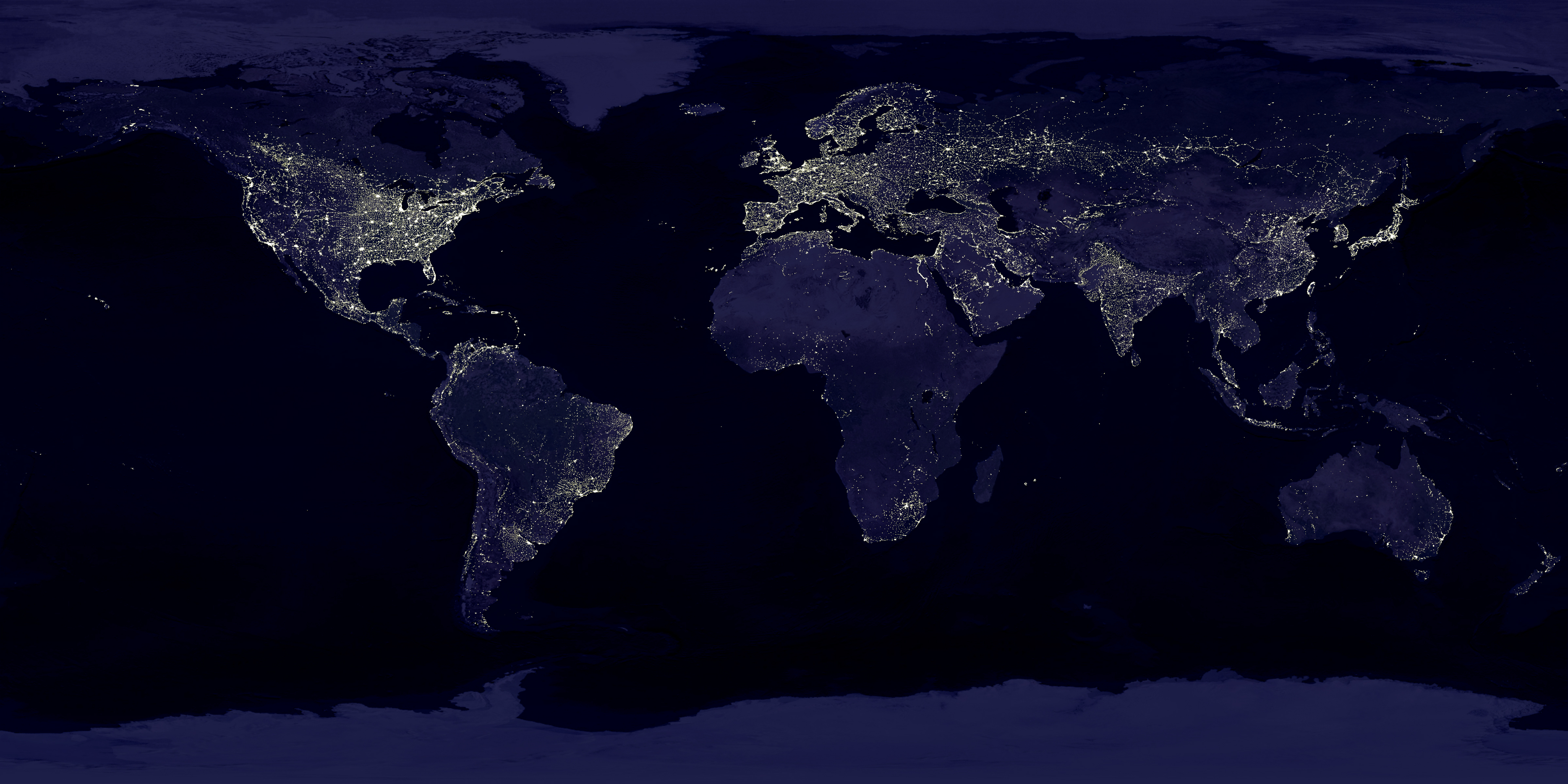
Uit losse satellietopnamen, gemaakt tussen 1 oktober 1994 en 31 maart 1995, samengestelde afbeelding van de aarde, waarop kunstlicht een onderdeel van de menselijke invloed laat zien.

Het Antropoceen is een door sommige geologen voorgestelde aanduiding voor het tijdperk waarin het Aardse klimaat en de atmosfeer de gevolgen ondervinden van menselijke activiteit. De term is niet algemeen aanvaard.
De term Antropoceen is geïntroduceerd door de geoloog Alexei Pavlov en heeft tachtig jaar later aan bekendheid gewonnen dankzij de ecoloog Eugene F. Stoermer en de atmosferisch chemicus Paul Crutzen. Het Holoceen zou als gevolg van de door menselijk handelen ontstane veranderingen in de atmosfeer, lithosfeer, biosfeer, cryosfeer en oceanen overgegaan zijn in het Antropoceen. Ecologen noemen in navolging van William Ruddiman dit tijdperk het Vroeg Antropoceen. De term wordt echter niet gebruikt in de officiële tijdschaal zoals gebruikt binnen de geologie.

## Herkomst en gebruik
| Systeem Periode                           | Serie Tijdvak | Subserie | Etage Tijdsnede | Ouderdom (Ma)   |
| ----------------------------------------- | ------------- | -------- | --------------- | --------------- |
| Kwartair                                  | Holoceen      | Boven    | Meghalayen      | 0 - 0,0042      |
| Kwartair                                  | Holoceen      | Midden   | Northgrippien   | 0,0042 - 0,0082 |
| Kwartair                                  | Holoceen      | Onder    | Greenlandien    | 0,0082 - 0,0117 |
| Kwartair                                  | Pleistoceen   | Boven    | Boven           | 0,0117 - 0,126  |
| Kwartair                                  | Pleistoceen   | Midden   | Chibaien        | 0,126 - 0,781   |
| Kwartair                                  | Pleistoceen   | Onder    | Calabrien       | 0,781 - 1,80    |
| Kwartair                                  | Pleistoceen   | Onder    | Gelasien        | 1,80 - 2,58     |
| Neogeen                                   | Plioceen      | Plioceen | Piacenzian      | ouder           |
| Indeling van het Kwartair volgens de ICS. |               |          |                 |                 |

De woorden Antropogeen en Antropoceen zijn neologismen die gevormd worden met het Oudgriekse woord anthropos (mens). Het achtervoegsel -ceen is naar analogie van andere tijdvakken zoals het Pleistoceen, terwijl het alternatieve achtervoegsel -geen afgeleid is van genese, wat staat voor wording, ontwikkeling of ontstaan. In deze vorm kan de term ook bijvoeglijk gebruikt worden bijvoorbeeld als "antropogene effecten".
De Italiaanse geoloog Antonio Stoppani erkende in het jaar 1873 de invloed van de mensheid op het systeem Aarde en verwees naar een "Anthropo-zoi(cum)" tijdperk. Het woord "Anthropo-gene" werd in 1919 voor het eerst door de Russische geoloog Alexei Pavlov gebruikt als aanduiding voor het Kwartair als tijdperk van het geslacht Homo. Pavlovs concept werd "Anthropo-cene" (1922) en werd door Russische geologen in de jaren zestig en tijdens de US-conferentie in het jaar 1965 voorgesteld aan de Amerikaanse stratigrafiecommissie. De commissie besloot het jaar 1967 dat de naam "Holocene" vervangbaar zou zijn. Geruime tijd later gebruikte de Amerikaanse natuurwetenschapper Andrew Revkin voor de nieuwe "post-Holocene" periode de term "Anthro(po)cene" in het boek Global Warming (1992), terwijl zijn landgenoot de ecoloog Eugene Stoermer informeel al in de jaren tachtig de naam Antropocene bedacht had, naar analogie met het geologische tijdvak Holocene (Holoceen). De atmosferisch chemicus en Nobelprijswinnaar Paul Crutzen en Eugene Stoermer publiceerden de term gemeenschappelijk (2000).

## Menselijke veranderingen op Aarde

### Veranderingen in atmosferische compositie en klimaat
Door ontbossing, verbranding van fossiele brandstoffen en door grootschalige landbouw is de concentratie van enkele stoffen in de atmosfeer sterk veranderd, waaronder broeikasgassen. Dit leidt tot een versterking van het broeikaseffect, en daarmee tot de opwarming van de Aarde. Deze veranderingen hebben weer gevolgen zoals het afsmelten van grote ijsvlakken, de stijging van de zeespiegel en toegenomen erosie.

### Biodiversiteit
Menselijk handelen heeft geleid tot het uitsterven van plant- en diersoorten, wellicht al vanaf het einde van het Pleistoceen. Toen verdween een groot deel van de megafauna. Mogelijkerwijs zal de mens verantwoordelijk zijn voor een nieuwe massa-extinctie. De oorzaken van het uitsterven van flora en fauna zijn divers. Sommige soorten zijn uitgestorven door de jacht. Ook fragmentatie van natuurgebieden, vervuiling van het milieu en klimaatverandering zijn factoren die het uitsterven van plant- en diersoorten drijven. Naast het uitsterven van soorten, wordt de verspreiding van bestaande soorten eveneens gewijzigd door menselijk handelen.

### Veranderingen in de oceanen
Door de opwarming van de Aarde worden oceanen warmer. Dit gebeurt langzamer dan de opwarming van de atmosfeer. Een andere antropogene verandering is de oceaanverzuring. De pH van de oceanen is tot nu toe met ongeveer 0,1 gedaald. De oceaanverzuring heeft biologische en fysische gevolgen. Organismes die een exoskelet van kalk hebben worden gehinderd door een lager pH, en een deel van het carbonaat in de oceaanbodem zal oplossen om het zuur te neutraliseren.

### Veranderingen in sedimentatie
Menselijke activiteiten hebben een groot effect op erosie. Door onder meer ontbossing, akker- en mijnbouw en bouwwerkzaamheden komen grote hoeveelheden gesteente en bodem bloot te liggen. Mogelijkerwijs is de totale erosie veroorzaakt door de mens een orde van grootte groter dan de natuurlijke erosie. Dit heeft als gevolg dat er een duidelijk lithostratigrafisch signaal geproduceerd wordt. Uit ijsboormetingen ziet men een laag met een hoge concentratie chloor naar aanleiding van het testen van atoombommen, en een laag met kwik vanwege de verbranding van kolen.
Door menselijk handelen is ook afval zoals plastic in de geosfeer terecht gekomen. Sedimenten bevatten daardoor steeds meer plastic. Op Hawaï wordt het vervuilde strandzand door de hitte van lava omgevormd tot een nieuw gesteente: plastiglomeraat.

## Discussie over beginjaar en status
Wat de chronologische term Antropoceen of filosofische term antropoceen inhouden is verbonden met de start van het Antropoceen. Begint het Antropoceen bij atmosferische veranderingen, de veranderingen in het ecosysteem of in de combinatie van de beide? William Ruddiman laat het vroeg Antropoceen samenvallen met de pre-industriële revolutie. Anderen menen dat het ontstaat met de industriële acceleratieperiode na 1945 en de fall-out van de eerste kernexplosie. Paul Crutzen stelt het begin van de industriële revolutie voor. De uitvinding van de stoommachine door James Watt in 1781 is echter geen klimatologische gebeurtenis en onhanteerbaar. Jan Zalasiewicz neemt daarom de eruptie van de vulkaan Tambora in 1815 en zijn klimatologische ramp als startjaar. Een andere mogelijkheid is ten slotte een gebeurtenis in de toekomst te nemen. Een bekende Nederlandse criticus van de term Antropoceen is de geoloog Salomon Kroonenberg van de Faculteit Aardwetenschappen van de Universiteit Delft. Die wijst in de geschiedenis van de geologie op constante klimaatsveranderingen.

### Antropocien
Wordt de atmosferische verandering als uitgangspunt genomen dan weet men dat het Antropoceen minimaal zo’n 3.000 tot 5.000 jaar gaat duren voordat het natuurlijk evenwicht zich heeft hervonden. Voor de invoering van een nieuw geologisch tijdvak is dat een zeer korte periode. Als het Antropoceen ooit in de geologische tijdschaal wordt opgenomen zal dat daarom wellicht niet als nieuw tijdvak, maar als een tijdsnede zijn, een onderverdeling van het Holoceen. Valt de keuze op tijdsnede dan wordt het achtervoegsel in het Engels sían en spreekt men van Anthropo-sian oftewel het Antropocien. De karakterisering en onderverdeling van het Holoceen heeft plaatsgevonden op basis van neerslag en temperatuur.

### Vroeg Antropoceen
Hoogleraren van de Universiteit Wageningen blijken de voorkeur te geven om het ecosysteem als uitgangspunt voor het Antropoceen te nemen of de mens met oudere startdata. De oudste startdatum voor het Antropoceen ook wel het Vroeg Antropoceen genoemd, laat men beginnen 60.000 jaar geleden toen de mens vanuit Afrika begon uit te zwerven. Het Vroeg Antropoceen is een beginnende theorie die in eerste instantie is voorgesteld door de Amerikaanse paleoklimatoloog William Ruddiman (2002). Hij poneerde de hypothese dat het Vroeg Antropoceen (Engels: Early Anthropocene) als nieuw geologisch tijdperk zijn start moet hebben toen zowel de atmosfeer als ook het natuurlijk ecosysteem gelijktijdig voor het eerst door menselijke activiteit werden beïnvloed. Hij dateerde het aanvangstijdstip rond 8.000 jaar geleden tijdens het eerste Neolithisch Temperatuur Optimum met de opkomst van de intensieve landbouw, ontbossing en veeteelt (koolstofdioxide en methaan): het begin van de Neolithische Revolutie. Waarbij het niet eenvoudig was om effecten van verstoringen in natuurlijke ecosystemen en van uitputting van minerale grondstoffen te onderscheiden van gevolgen van vroeg- of laat-menselijk gedrag.

### Sustainoceen
Het Sustainoceen (Engels: Sustainocene) is een voorgestelde naam van het hypothetische tijdvlak waarin het Antropoceen overgaat. Het Sustainoceen zoals voorgesteld door de Australiër Bryan Furnass (2012) zou een lang tijdperk worden met het accent op menselijk rentmeesterschap. Het postulaat bestrijkt een periode van meer dan een miljard jaar en beschrijft de ethische en de sociale aspecten van het bestuurlijk systeem Aarde: voor ecologische duurzaamheid, voor een gesloten economie van recyclebare grondstoffen en voor het beheer van natuurlijke hulpbronnen met behoud van biodiversiteit.

## Historische achtergrond
| Bijdrage opwarming Aarde | Bijdrage opwarming Aarde |
| Beschrijving             | %                        |
| ------------------------ | ------------------------ |
| Waterdamp                | 36-70                    |
| CO2                      | 9-26                     |
| Methaan                  | 4-9                      |
| Ozon                     | 3-7                      |

Law Dome ijskernen Antarctica. Na 1800 wordt de CO_{2}-concentratie verhoogd met een sterk toenemende tendens in de 20e eeuw.

De maakbaarheid van het klimaat is door meerdere wetenschappers ontdekt. Als voorbeeld nemen we hier de versterking van het broeikaseffect. Rond de eeuwwisseling tussen de negentiende en twintigste eeuw stelde Svante Arrhenius voor dat mensen een significante invloed hadden op het klimaat door het broeikaseffect te versterken, wat er mogelijk toe zou leiden dat de volgende ijstijd kon worden uitgesteld. Dit idee werd verder uitgewerkt door Callendar. In latere jaren bleek dat ook grote veranderingen in ijskappen en veranderingen in neerslagpatronen hieraan te wijten zijn.
Toelichting tabel: De bandbreedte van de verschillende concentraties in de tabel in procenten verklaart dat zowel regionaal als kortstondig variaties in de concentratie van deze stoffen kan optreden. Een tweede oorzaak is het gegeven dat de absorptiespectra van sommige broeikasgassen deels overlappen. Zo absorberen koolstofdioxide en waterdamp beiden straling met een golflengte rond de 2,5 µm. Als een van de twee gassen afwezig zou zijn, zou de straling alsnog (deels) worden geabsorbeerd. Hierdoor is het lastig een exact percentage te geven aan hoeveel elk broeikasgas bijdraagt.

## Erkenning

### Procedure

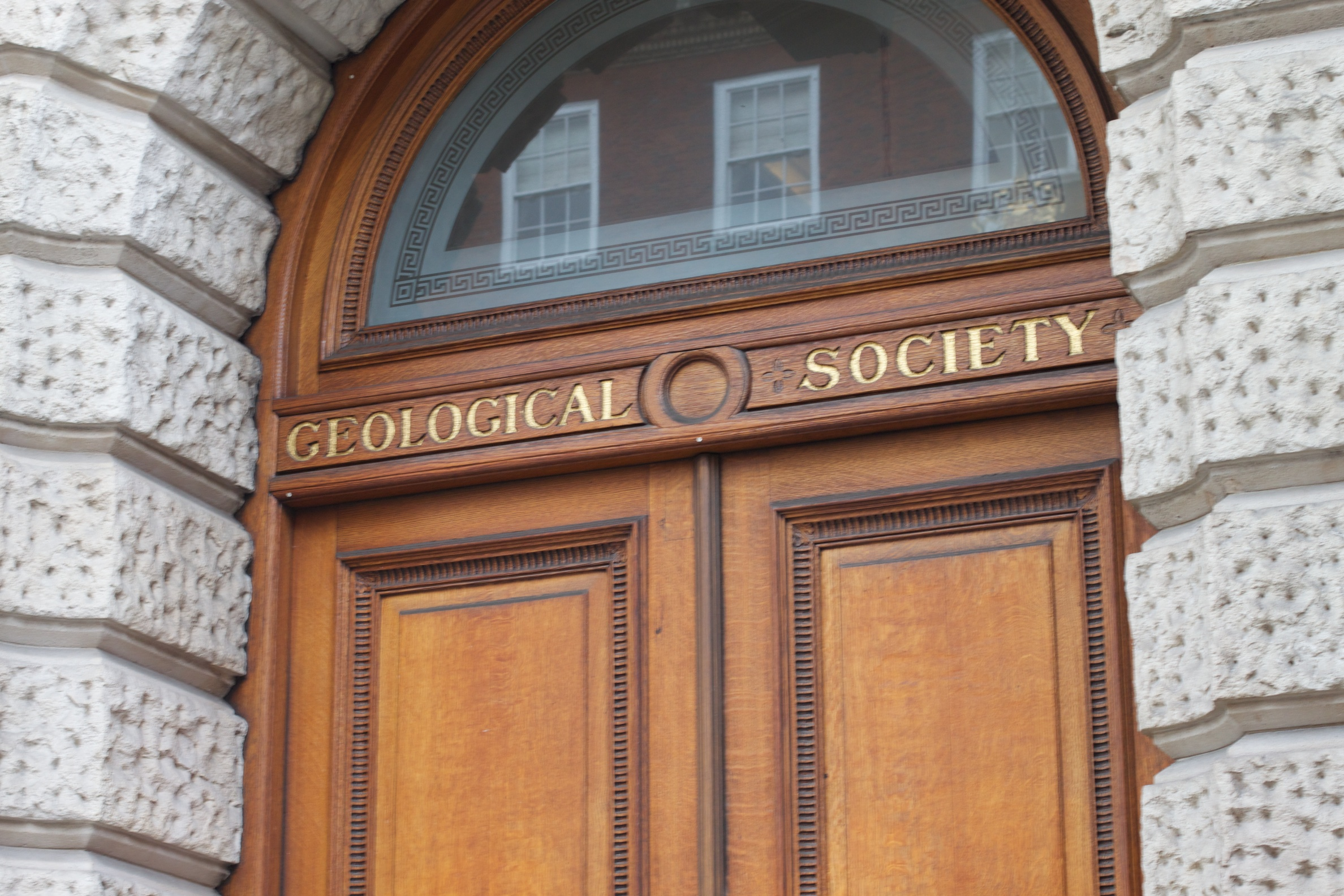
De Geological Society of London in Burlington House, Picadilly.

Er is door Jan Zalasiewicz en zijn collega's van de internationale stratigrafiecommissie (ICS) van de Geological Society of London op 4 februari 2008 een voorstel gedaan in GSA-Today (Geological Society of America) om het Antropoceen geologisch te erkennen als het jongste tijdperk in plaats van het Holoceen. Sindsdien worden door verschillende werkgroepen stappen ondernomen om te bepalen of het Antropoceen als tijdperk formeel opgenomen kan worden in de geologische tijdschaal.
De International Commission on Stratigraphy (ICS) beheert de nomenclatuur van de tijdvakken in de geologie. De grens tussen de twee tijdvakken de Global Boundary Stratotype Section and Point (GSSP) wijzen zij in de praktijk vervolgens aan door een gesteenteplek ergens wereldwijd te kenmerken met een plaquette uit brons, in vaktermen een Golden Spike.

### Kritiek
Er zijn ook argumenten tegen officiële erkenning. We weten nog niet hoe groot de invloed zal zijn en het is daarom nog te vroeg om nu al te spreken van het Antropoceen. Daarnaast is de periode dat de Aarde sterk beïnvloed wordt door mensen nog erg klein als je het op geologische schaal bekijkt, en zou men wellicht eerder over een gebeurtenis dan een periode moeten spreken. Tot slot is de huidige periode nog niet terug te vinden in de meeste gesteentes, omdat deze er veel langer over doen om te vormen.
Een andere kritiek op het concept Antropoceen betreurt dat het nieuw geologisch tijdperk nu niet langer bepaald wordt door de cyclische, diepe tijd, en ingrijpende geologische verschuivingen, maar wel door een specifiek historisch kader van menselijke productie, gebaseerd op massale extractie van natuurlijke rijkdommen en exploitatie van zwakkere volkeren. In die zin zou het antropoceen een alles behalve ideologisch en politiek neutraal concept zijn, en eerder een rechtvaardiging vormen voor bestaande machtsverhoudingen.